# Lijst van Britse koningen en koninginnen
Dit is een lijst van Britse koningen en koninginnen vanaf het jaar 802 tot heden.

## Koningen vankoninkrijk Engeland(802–1603)

### Huis Wessex(802–1016)
| Monarch | Monarch             | Regeringsperiode |
| ------- | ------------------- | ---------------- |
|         | Egbert              | 802–839          |
|         | Æthelwulf           | 839–856          |
|         | Æthelbald           | 856–860          |
|         | Æthelberht          | 860–866          |
|         | Æthelred I          | 866–871          |
|         | Alfred de Grote     | 871–899          |
|         | Eduard de Oudere    | 899–924          |
|         | Ethelweard          | 924–924          |
|         | Aethelstan          | 924–940          |
|         | Edmund I            | 940–946          |
|         | Edred               | 946–955          |
|         | Edwy                | 955–959          |
|         | Edgar               | 959–975          |
|         | Eduard de Martelaar | 975–978          |
|         | Ethelred II         | 978–1013         |

### Huis Denemarken(1013–1014)
| Monarch | Monarch          | Regeringsperiode |
| ------- | ---------------- | ---------------- |
|         | Sven Gaffelbaard | 1013–1014        |

### Huis Wessex(1014–1016)
| Monarch | Monarch     | Regeringsperiode |
| ------- | ----------- | ---------------- |
|         | Ethelred II | 1014–1016        |
|         | Edmund II   | 1016–1016        |

### Huis Denemarken(1016–1042)
| Monarch | Monarch            | Regeringsperiode |
| ------- | ------------------ | ---------------- |
|         | Knoet de Grote     | 1016–1035        |
|         | Harold I Hazenvoet | 1035–1040        |
|         | Hardeknoet         | 1040–1042        |

### Huis Wessex(1042–1066)
| Monarch | Monarch                     | Regeringsperiode |
| ------- | --------------------------- | ---------------- |
|         | Eduard de Belijder          | 1042–1066        |
|         | Harold II                   | 1066–1066        |
|         | Edgar Ætheling (ongekroond) | 1066–1066        |

### Huis Normandië(1066–1154)
| Monarch | Monarch                            | Regeringsperiode |
| ------- | ---------------------------------- | ---------------- |
|         | Willem I de Veroveraar (1028-1087) | 1066–1087        |
|         | Willem II Rufus (1060-1100)        | 1087–1100        |
|         | Hendrik I Beauclerc (1068-1135)    | 1100–1135        |
|         | Stefanus (1096-1154)               | 1135–1154        |

### Huis Plantagenet(1154–1399)
| Monarch | Monarch                                                    | Regeringsperiode | Dynastie    | Echtgenoot/echtgenote                | Echtgenoot/echtgenote |
| ------- | ---------------------------------------------------------- | ---------------- | ----------- | ------------------------------------ | --------------------- |
|         | Hendrik II Henry Curtmantle (1133-1189)                    | 1154–1189        | Plantagenet | Eleonora van Aquitanië               |                       |
|         | Richard I Richard Lionhearted (1157-1199)                  | 1189–1199        | Plantagenet | Berengaria van Navarra               |                       |
|         | Jan John Lackland Jan zonder Land (1166-1216)              | 1199–1216        | Plantagenet | Isabella van Angoulême               |                       |
|         | Hendrik III Henry of Winchester (1207-1272)                | 1216–1272        | Plantagenet | Eleonora van Provence                |                       |
|         | Eduard I Edward Longshanks Hammer of the Scots (1239-1307) | 1272–1307        | Plantagenet | Eleonora van Castilië                |                       |
|         | Eduard II Edward of Carnarvon (1284-1327)                  | 1307–1327        | Plantagenet | Isabella van Frankrijk               |                       |
|         | Eduard III Edward of Windsor (1312-1377)                   | 1327–1377        | Plantagenet | Filippa van Henegouwen               |                       |
|         | Richard II Richard (1367-1400)                             | 1377–1399        | Plantagenet | Anna van Bohemen Isabella van Valois |                       |

### Huis Lancaster(eerste periode) (1399–1461)
| Monarch | Monarch                                  | Regeringsperiode | Dynastie  | Echtgenoot/echtgenote              | Echtgenoot/echtgenote |
| ------- | ---------------------------------------- | ---------------- | --------- | ---------------------------------- | --------------------- |
|         | Hendrik IV Henry Bolingbroke (1367-1413) | 1399–1413        | Lancaster | Maria de Bohun Johanna van Navarra |                       |
|         | Hendrik V Henry (1386-1422)              | 1413–1422        | Lancaster | Catharina van Valois               |                       |
|         | Hendrik VI Henry (1421-1471)             | 1422–1461        | Lancaster | Margaretha van Anjou               |                       |

### Huis York(eerste periode) (1461–1470)
| Monarch | Monarch                      | Regeringsperiode | Dynastie | Echtgenoot/echtgenote | Echtgenoot/echtgenote |
| ------- | ---------------------------- | ---------------- | -------- | --------------------- | --------------------- |
|         | Eduard IV Edward (1442-1483) | 1461–1470        | York     | Elizabeth Woodville   |                       |

### Huis Lancaster (tweede periode) (1470–1471)
| Monarch | Monarch                      | Regeringsperiode | Dynastie  | Echtgenoot/echtgenote | Echtgenoot/echtgenote |
| ------- | ---------------------------- | ---------------- | --------- | --------------------- | --------------------- |
|         | Hendrik VI Henry (1421-1471) | 1470–1471        | Lancaster | Margaretha van Anjou  |                       |

### Huis York (tweede periode) (1471–1485)
| Monarch | Monarch                         | Regeringsperiode | Dynastie | Echtgenoot/echtgenote | Echtgenoot/echtgenote |
| ------- | ------------------------------- | ---------------- | -------- | --------------------- | --------------------- |
|         | Eduard IV Edward (1442-1483)    | 1471–1483        | York     | Elizabeth Woodville   |                       |
|         | Eduard V Edward (1470-1483)     | 1483–1483        | York     | (geen)                | (geen)                |
|         | Richard III Richard (1452-1485) | 1483–1485        | York     | Anne Neville          |                       |

### Huis Tudor(1485–1603)
| Monarch | Monarch                           | Regeringsperiode | Dynastie   | Echtgenoot/echtgenote                                                                        | Echtgenoot/echtgenote |
| ------- | --------------------------------- | ---------------- | ---------- | -------------------------------------------------------------------------------------------- | --------------------- |
|         | Hendrik VII Henry (1457-1509)     | 1485–1509        | Huis Tudor | Elizabeth van York                                                                           |                       |
|         | Hendrik VIII Henry (1491-1547)    | 1509–1547        | Huis Tudor | Catharina van Aragon Anna Boleyn Jane Seymour Anna van Kleef Catharina Howard Catharina Parr | Catharina van Aragon  |
|         | Eduard VI Edward (1537-1553)      | 1547–1553        | Huis Tudor | (geen)                                                                                       | (geen)                |
|         | Jane (1537-1554)                  | 1553–1553        | Grey       | Guilford Dudley                                                                              |                       |
|         | Maria I Mary (1516-1558)          | 1553–1558        | Huis Tudor | Filips II van Spanje                                                                         |                       |
|         | Elizabeth I Elizabeth (1533-1603) | 1558–1603        | Huis Tudor | (geen)                                                                                       | (geen)                |

## Koningen vankoninkrijk Engelanden vankoninkrijk Schotland(1603–1707)
Toen Elizabeth I in 1603 kinderloos stierf, werd haar neef de nieuwe koning van Engeland als Jacobus I; hij was al als Jacobus VI koning van Schotland.

### Huis Stuart(1603–1694)
| Monarch | Monarch                             | Regeringsperiode | Dynastie | Echtgenoot/echtgenote         | Echtgenoot/echtgenote |
| ------- | ----------------------------------- | ---------------- | -------- | ----------------------------- | --------------------- |
|         | Jacobus I James Charles (1566-1625) | 1603–1625        | Stuart   | Anna van Denemarken           |                       |
|         | Karel I Charles (1600-1649)         | 1625–1649        | Stuart   | Henriëtta Maria van Frankrijk |                       |
|         | Karel II Charles (1630-1685)        | 1660–1685        | Stuart   | Catharina van Bragança        |                       |
|         | Jacobus II James (1633-1701)        | 1685–1688        | Stuart   | Maria van Modena              |                       |
|         | Maria II Mary (1662-1695)           | 1689–1694        | Stuart   | Willem III van Engeland       |                       |

### Huis Oranje-Nassau(1694–1702)
| Monarch | Monarch                                     | Regeringsperiode | Dynastie      | Echtgenoot/echtgenote | Echtgenoot/echtgenote |
| ------- | ------------------------------------------- | ---------------- | ------------- | --------------------- | --------------------- |
|         | (Stadhouder) Willem III William (1650-1702) | 1689–1702        | Oranje-Nassau | Maria II van Engeland |                       |

### Huis Stuart(1702–1707)
| Monarch | Monarch               | Regeringsperiode | Dynastie | Echtgenoot/echtgenote | Echtgenoot/echtgenote |
| ------- | --------------------- | ---------------- | -------- | --------------------- | --------------------- |
|         | Anna Anne (1665-1714) | 1702–1714        | Stuart   | George van Denemarken |                       |

## Koningen vankoninkrijk Groot-Brittannië(1707–1801)
* Door de Act of Union van 1707 werden de koninkrijken Engeland en Schotland met elkaar verenigd in het Koninkrijk van Groot-Brittannië

### Huis Stuart (1707–1714)
| Monarch | Monarch               | Regeringsperiode | Dynastie | Echtgenoot/echtgenote | Echtgenoot/echtgenote |
| ------- | --------------------- | ---------------- | -------- | --------------------- | --------------------- |
|         | Anna Anne (1665-1714) | 1702–1714        | Stuart   | George van Denemarken |                       |

### Huis Hannover(1714–1820)
| Monarch | Monarch                                         | Regeringsperiode | Dynastie | Echtgenoot/echtgenote                                  | Echtgenoot/echtgenote |
| ------- | ----------------------------------------------- | ---------------- | -------- | ------------------------------------------------------ | --------------------- |
|         | George I Georg Ludwig von Hannover (1660-1727)  | 1714–1727        | Hannover | Sophia Dorothea van Celle Melusine von der Schulenburg |                       |
|         | George II George Augustus (1683-1760)           | 1727–1760        | Hannover | Caroline van Brandenburg-Ansbach                       |                       |
|         | George III George William Frederick (1738-1820) | 1760–1820        | Hannover | Charlotte van Mecklenburg-Strelitz                     |                       |

## Koningen van hetVerenigd Koninkrijkvan Groot-Brittannië en Ierland (1801–heden)
* Door de Act of Union van 1801 werden de koninkrijken Groot-Brittannië en Ierland met elkaar verenigd in het Verenigd Koninkrijk van Groot-Brittannië en Ierland.

** In 1922 scheidde de Ierse Vrijstaat zich af van het Verenigd Koninkrijk. Het protestante noordelijke deel bleef in bezit van de Britten. In 1927 werd de naam officieel veranderd in het Verenigd Koninkrijk van Groot-Brittannië en Noord-Ierland.

### Huis Hannover (1760–1901)
| Monarch | Monarch                                         | Regeringsperiode | Dynastie | Echtgenoot/echtgenote              | Echtgenoot/echtgenote |
| ------- | ----------------------------------------------- | ---------------- | -------- | ---------------------------------- | --------------------- |
|         | George III George William Frederick (1738-1820) | 1760–1820        | Hannover | Charlotte van Mecklenburg-Strelitz |                       |
|         | George IV George Augustus Frederick (1762-1830) | 1820–1830        | Hannover | Caroline van Brunswijk             |                       |
|         | Willem IV William Henry (1765-1837)             | 1830–1837        | Hannover | Adelheid van Saksen-Meiningen      |                       |
|         | Victoria Alexandrina Victoria (1819-1901)       | 1837–1901        | Hannover | Albert van Saksen-Coburg en Gotha  |                       |

### Huis Saksen-Coburg en Gotha(1901–1917)
| Monarch | Monarch                                             | Regeringsperiode | Dynastie               | Echtgenoot/echtgenote    | Echtgenoot/echtgenote |
| ------- | --------------------------------------------------- | ---------------- | ---------------------- | ------------------------ | --------------------- |
|         | Edward VII Albert Edward (1841-1910)                | 1901–1910        | Saksen-Coburg en Gotha | Alexandra van Denemarken |                       |
|         | George V George Frederick Ernest Albert (1865-1936) | 1910–1936        | Saksen-Coburg en Gotha | Mary van Teck            |                       |

### Huis Windsor(1917–heden)
* Naar aanleiding van de Eerste Wereldoorlog werd de naam van het Britse koningshuis in 1917 veranderd van Saksen-Coburg-Gotha in Windsor.
| Monarch | Monarch                                                                     | Regeringsperiode                   | Dynastie | Echtgenoot/echtgenote                                          | Echtgenoot/echtgenote |
| ------- | --------------------------------------------------------------------------- | ---------------------------------- | -------- | -------------------------------------------------------------- | --------------------- |
|         | George V George Frederick Ernest Albert (1865–1936)                         | 6 mei 1910 – 20 januari 1936       | Windsor  | Mary van Teck (1867–1953)                                      |                       |
|         | Edward VIII Edward Albert Christian George Andrew Patrick David (1894–1972) | 20 januari 1936 – 11 december 1936 | Windsor  |                                                                |                       |
|         | George VI Albert Frederick Arthur George (1895–1952)                        | 11 december 1936 – 6 februari 1952 | Windsor  | Elizabeth Bowes-Lyon (1900–2002)                               |                       |
|         | Elizabeth II Elizabeth Alexandra Mary (1926–2022)                           | 6 februari 1952 – 8 september 2022 | Windsor  | Philip Mountbatten (1921–2021)                                 |                       |
|         | Charles III Charles Philip Arthur George (1948)                             | 8 september 2022 – heden           | Windsor  | Diana Francis Spencer (1961-1997) Camilla Parker Bowles (1947) |                       |

## Genealogie van de koningen van Engeland en Groot-Brittannië 1399–heden

### Huis Lancaster(1399–1471)
```
Koning Hendrik IV
 (
1366
–
1413
)

Koning van 
1399
 tot 
1413

x 
Koningin Maria van Bohun

| x 
Koningin Johanna van Navarra

|
+-- 
Koning Hendrik V

    
Koning van 
1413
 tot 
1422

    x 
Koningin Catharina van Valois

    |
    +-- 
Koning Hendrik VI
 (
1421
–
1471
)
        
Koning van 
1422
 tot 
1461
 en van 
1470
 tot 
1471

        x 
Koningin Margaretha van Anjou
```

### Huis York(1461–1485)
```
+-- 
Koning Eduard IV
 (
1442
–
1483
)
|   
Koning van 
1461
 tot 
1470
 en van 
1471
 tot 
1483

|   x 
Koningin Elizabeth Woodville

|   |
|   +-- 
Koning Eduard V
 (
1470
–
1483
)
|   |   
Koning in 
1483
 voor 77 dagen

|   +-- 
Prins Richard

|   +-- 
Elizabeth van York

|
+-- 
Koning Richard III
 (
1452
–
1485
)
    
Koning van 
1483
 tot 
1485
```

### Huis Tudor(1485–1603)
```
Koning Hendrik VII
 (
1457
–
1509
)

Koning van 
1485
 tot 
1509

x 
Elizabeth van York

| 
+-- 
Koning Hendrik VIII
 (
1491
–
1547
)
|   
Koning van 
1509
 tot 
1547

|   x 
Koningin Catharina van Aragon
 (
1485
–
1536
)
|   | x 
Koningin Anna Boleyn
 (
1507
–
1536
)
|   | | x 
Koningin Jane Seymour
 (
1509
–
1537
)
|   | | | x 
Koningin Anna van Kleef
 (
1515
–
1557
)
|   | | |   x 
Koningin Catherina Howard
 (
1520
–
1542
)
|   | | |     x 
Koningin Catherina Parr
 (
1512
–
1548
)
|   | | |
|   | | +-- 
Koning Eduard VI
 (
1537
–
1553
)
|   | |     
Koning van 
1547
 tot 
1553

|   | |     (Eduard VI sloot zijn halfzussen uit en wees Jane Grey aan als troonopvolgster)
|   | |
+-------- Prinses Mary
|   | |   x Charles Brandon
|   | |   |
|   | |   +-- Frances Brandon
|   | |       x Markies Henry Grey van Dorset
|   | |       |
|   | |       +-- 
Koningin Jane Grey
 (
1537
–
1554
)
|   | |           
Koningin in 
1553

|   | |           x Guilford Dudley van Northumberland
|   | |             (Vader John Dudley manipuleerde de jonge koning Eduard VI voor zijn dood zo,
|   | |              dat deze zijn twee halfzussen uitsloot en Jane Grey, schoondochter van Dudley,
|   | |              als troonopvolgster aanwees)
|   | |
|   +---- 
Koningin Maria I
 (
1516
–
1558
)
|     |   
Koningin van 
1554
 tot 
1558

|     |   x Filips II, koning van Spanje
|     |
|     +-- 
Koningin Elizabeth I
 (
1533
–
1603
)
|         
Koningin van 
1558
 tot 
1603

|
+-- Prinses Margaret
    x Jacobus IV, Koning van Schotland
    |
    +-- Jacobus V, Koning van Schotland
        x 
Maria van Guise

        |
        +-- 
Mary I
 Koningin van Schotland
            x 
Hendrik Stuart

            |
            ↓
```

### Huis Stuart(1603–1714)
```
 ___________|
|

Koning Jacobus I
 (
1566
–
1625
)

Koning van 
1603
 tot 
1625

x 
Koningin Anna

|
+-- Prins Henry van Wales (
1594
–
1612
)
+-- Prinses Margaret Stuart (
1595
–
1600
)
+-- Prins Robert Bruce Stuart (
1602
–1602)
+-- Prinses Marie Stuart (
1605
–
1607
)
+-- Prinses Sophia Stuart (
1606
–1606)
+-- Ongeboren zoon (mei 
1603
)
|
+-- 
Koning Karel I
 (
1600
–
1649
)
|   
Koning van 
1625
 tot 
1649

|   x 
Koningin Henriëtta Maria

|   |
↓   ↓

Lords Protector
 (
1653
–
1659
)
De Lords Protector waren geen koningen. Zij bestuurden Engeland na de verdrijving en onthoofding
van 
Karel I
 ten tijde van de Commonwealth:

Oliver Cromwell
 (
1653
–
1658
) en 
Richard Cromwell
 (
1658
–
1659
)

|   |
|   +-- 
Koning Karel II
 (
1630
–
1685
)
|   |   
Koning van 
1660
 tot 
1685

|   |   x 
Koningin Catharina

|   |
|   +-- 
Koning Jacobus II
 (
1633
–
1701
)
|       
Koning van 
1685
 tot 
1688

|       x 
Koningin Anna Hyde

|       |
|       +-- 
Koningin Maria II
 (
1662
–
1694
)
|       |   
Koningin van 
1689
 tot 
1694

|       |   x 
Willem III
 
|       |     (Regeerde ook 
alleen
 van 
1694
 tot 
1702
)
|       |
|       +-- 
Koningin Anna
 (
1665
–
1714
)
|           
Koningin van 
1702
 tot 
1714
 over Verenigd Koninkrijk en Ierland

|           x 
Prins George van Denemarken

|
+-- Prinses Elizabeth Stuart
    x Prins Frederick V
    |
    +-- Sophie van der Pfalz
        x Ernst August van Brunswijk-Lüneburg
        |
        ↓
```

### Huis Hannover(1714–1837)
```
 _______|
|

Koning George I
 (
1660
–
1727
)

Koning van 
1714
 tot 
1727

x 
Koningin Sophie Dorothea

| x 
Melusine von der Schulenburg

|
+-- 
Koning George II
 (
1683
–
1760
)
    
Koning van 
1727
 tot 
1760

    x 
Koningin Caroline

    |
    +-- Prins 
Frederik van Groot-Brittannië, prins van Wales

        x Prinses Augusta van Saksen-Coburg-Gotha
        |
        +-- 
Koning George III
 (
1738
–
1820
)
            
Koning van 
1760
 tot 
1820

            x 
Koningin Charlotte Sofie

            |
            +-- 
Koning George IV
 (
1762
–
1830
)
            |   
Koning van 
1820
 tot 
1830

            |   x 
Koningin Caroline

            |
            +-- 
Koning Willem IV
 (
1765
–
1837
)
            |   
Koning van 
1830
 tot 
1837

            |   x 
Adelheid van Saksen-Meiningen

            |
            +-- Hertog 
Eduard van Kent

                x Hertogin 
Victoria van Saksen-Coburg

                |
                ↓
```

### Huis Saksen-Coburg en Gotha(1838–1910)
```
 _______________|
|
+-- 
Koningin Victoria
 (
1819
–
1901
)
    
Koningin van 
1837
 tot 
1901

    x 
Albert van Saksen-Coburg en Gotha

    |
    +-- 
Koning Edward VII
 (
1841
–
1910
)
        
Koning van 
1901
 tot 
1910

        x 
Alexandra van Denemarken

        |
        ↓
```

### Huis Windsor(1910–heden)
```
  ______|
 |
 
George V
 (
1865
–
1936
)
 
Koning van 
1910
 tot 
1936

 x 
Mary van Teck

 |
 +-- 
Koning Edward VIII
 (
1894
–
1972
)
 |   
Koning van januari 
1936
 tot december 
1936

 |
 +-- 
Koning George VI
 (
1895
–
1952
)
     
Koning van 
1936
 tot 
1952

     x 
Koningin Elizabeth
 (
1900
–
2002
), ook wel 
Queen Mum
 genoemd
     |
     +-- 
Koningin Elizabeth II
 (
1926
–
2022
)
         
Koningin van 
1952
 tot 
2022

         x 
Prins Philip (geboren Sleeswijk-Holstein-Sonderburg-Glücksburg)
 (
1921
—
2021
)
         |
         +-- 
Koning Charles III
 (
1948
–heden)

             
Koning sinds 
2022

             x 
Diana, prinses van Wales
 van 
1981
 tot 
1997

             | x 
Koningin Camilla
 (
1947
–heden)
             |
             +-- 
Prins William
 (
1982
–heden)
                 x 
Catherine Middleton
 (
1982
–heden)
                 |
                 +-- 
Prins George
 (
2013
–heden)
```